# EHC Grindelwald
Der EHC Grindelwald ist ein Eishockeyverein aus dem Ort Grindelwald aus der Schweiz, der seit 2016 in der 3. Schweizer Amateurliga spielt.

## Geschichte
Bereits Anfang des 20. Jahrhunderts wurde in Grindelwald von englischen Gästen Bandy gespielt, welches sich allmählich auch bei der einheimischen Bevölkerung grosser Beliebtheit erfreute. Aus dieser Entwicklung heraus gründete sich 1928 ein Eishockeyclub, welcher zunächst nur Freundschaftsspiele austrug. Da während des Zweiten Weltkrieges der Eissport zum Erliegen kam, dauerte es bis zum 10. Januar 1946, als sich der Verein neu gründete. Somit trat die Mannschaft zum ersten Mal im Winter 1947/48 in einem Meisterschaftsspiel an. Dies wurde möglich, da der SC Bern seine fünfte Mannschaft zugunsten des EHCG aus der Meisterschaft der Serie B zurückzog.
In der Saison 1949/50 schaffte die Mannschaft den Aufstieg in die Serie A und wurde in der Saison 1950/51 bereits Gruppenmeister in dieser Spielklasse. Ein Jahr später wurde der Verein Schweizer Meister der Serie A und zur Spielzeit 1952/53 stiegen die Grindelwalder erstmals in die Nationalliga B auf, in der sie bis 1960 spielten.
Am 9. September 1960 beschloss eine ausserordentliche Generalversammlung den freiwilligen Abstieg in die 1. Liga, da der Verein finanzielle Probleme aufwies und es der Mannschaft nicht vergönnt war, den Spielbetrieb auf einer Kunsteisbahn fortzuführen. Zahlreiche Spielverlegungen und abgesagte Trainingseinheiten aufgrund der Witterung bestärkten diesen Schritt. 1970 wurde vom Schweizer Eishockeyverband beschlossen, dass Mannschaften ohne Kunsteisbahn in der 1. Liga nicht mehr zugelassen sind. Als Folge dessen stand ein nochmaliger freiwilliger Abstieg in die untere Spielklasse. Erst 1973/74 erfolgten erste Planungen zum Bau eines Kunsteisstadions, welches schliesslich am 13. Dezember 1975 mit einem Meisterschaftsspiel eingeweiht wurde. Ungeschlagen beendete die Mannschaft die Meisterschaft stieg wieder in die 1. Liga auf.
Zur Spielzeit 1980/81 wurde die sportliche Qualifikation in die NLB geschafft, in der der EHCG bis 1983 die Klasse halten konnte, ehe der erneute Gang in die 1. Liga angetreten werden musste. Im Winter 1985/86 erreichte Grindelwald in der Aufstiegsrunde Platz drei und konnte am „grünen Tisch“ aufsteigen, weil der EHC Arosa freiwillig in die 1. Liga abstieg. Jedoch stand am Ende der nachfolgenden Spielzeit der erneute Abstieg, in deren Folge der Verein bis 1994 in der dritthöchsten Liga spielte und danach sogar in die 2. Liga abstieg.
Am Ende der Saison 2009/10 War die Mannschaft sportlich abgestiegen, da sich aber ein anderes Team zurückzog, verblieb der EHC Grindelwald in der 2. Liga. In der folgenden Saison 2010/11 erreichte das Team die Playoffs. Am 23. Mai 2012 gab der EHC Grindelwald bekannt, sich aus finanziellen und sportlichen Gründen freiwillig aus der 2. in die 4. Liga zurückzuziehen.
Bereits in der folgenden Saison gelang der Aufstieg in die 3. Liga. Danach folgte der Abstieg in die 4. Liga. Die Saison 2015/16 schloss der EHC Grindelwald wiederum als Gruppenerster ab.
Anfangs 2016 stieg der Verein erneut in die 3. Liga auf.